# Irving Kanarek
Irving Allan Kanarek (12 de maig de 1920 - 2 de setembre de 2020) va ser un enginyer aeroespacial i un advocat de defensa criminal nord-americà, més conegut per representar acusats com el líder del culte Charles Manson i el segrestador Jimmy Lee Smith.

## Rerefons
Kanarek va néixer a Seattle. I la seva primera carrera va ser com a enginyer aeroespacial treballant per a North American Aviation (NAA), on va inventar un inhibidor de corrosió per a l'àcid nítric fumant vermell inhibit per al Projecte Nike de l'exèrcit.
El 1954, mentre treballava com a enginyer químic per a l'aviació nord-americana, Kanarek va tenir l'autorització de seguretat revocada per la Força Aèria per sospita d'associacions comunistes. Va sol·licitar amb èxit el restabliment de l'autorització i el sou endarrerit. Llavors assistí a la Universitat de Washington com a estudiant i més tard a la Facultat de Dret de Loyola. Va ser admès a l'Advocacia de Califòrnia el 1957. Es va casar, va tenir dues filles i més tard es va divorciar.

## Tàctiques legals
Segons el fiscal del cas Tate-LaBianca, Vincent Bugliosi, Kanarek va ser llegendari als tribunals de Los Angeles per les seves tàctiques dilatòries i obstruccionistes. En el seu llibre, Helter Skelter, Bugliosi va afirmar que Kanarek, en un cas diferent, s'havia oposat alguna vegada al fet que un testimoni s'identifiqués: Kanarek va afirmar que el nom del testimoni era sentit perquè el testimoni l'havia sentit per primera vegada de la seva mare.
En el judici Tate-LaBianca, Kanarek es va oposar nou vegades durant les declaracions inicials, malgrat la contínua censura del jutge Charles Older. Durant una objecció posterior, va cridar boja la testimoni Linda Kasabian i, al tercer dia del judici, s'havia oposat més de 200 vegades. Bugliosi, també va escriure sobre Kanarek com a advocat contrari durant el cas Manson dient: "La premsa es va centrar en la seva grandiloqüència i va perdre la seva eficàcia. Va lluitar com si estigués personalment jutjat." Durant el procés va ser empresonat dues vegades pel jutge Older per desacat al tribunal. En el seu resum, Bugliosi va batejar Kanarek com "el Toscanini de Tedium".
Kanarek creia ferotgement en el dret constitucional a l'advocat i que tothom tenia dret al seu dia a la cort. Va dir: "Defensaria un client que sabés que era culpable de crims horribles. S'han de demostrar la culpabilitat. He tingut casos en què la gent era culpable com l'infern, però no ho van poder demostrar. I si no ho poden demostrar, no és culpable. En aquest cas, la persona camina lliure. Això és la justícia nord-americana".

## Últims anys de vida i mort
Durant els seus últims anys de vida, Kanarek va viure a Orange County, Califòrnia. Una crisi mental el 1989 el va portar a que l'Advocacia li suspengués la llicència d'advocat. Va morir als 100 anys el 2 de setembre de 2020.

## Llegat
El novembre de 2008, es va estrenar una obra teatral al Caltech de Pasadena, Califòrnia, titulada Rocket Girl, sobre la vida de Mary Sherman Morgan, una antiga companya de feina de Kanarek a North American Aviation. L'obra va ser escrita pel seu fill, George D. Morgan. El personatge de Kanarek apareix durant la major part de l'obra. L'obra es va convertir més tard en un llibre del mateix nom.